# AIPAC
L'American Israel Public Affairs Committee (AIPAC) è un gruppo di pressione statunitense noto per il forte sostegno allo Stato di Israele. È considerato il più potente e influente gruppo d'interesse a Washington.
L'associazione si definisce la "lobby statunitense pro-Israele" ed è un'organizzazione di massa i cui componenti comprendono democratici, repubblicani e indipendenti. L'associazione è autofinanziata.

## Storia
L'AIPAC è stata fondata nel 1953 da Isaiah L. Kenen. Da principio il suo nome era American Zionist Committee for Public Affairs. Secondo Steven Spiegel, docente di scienze politiche dell'Università della California, Los Angeles, "la tensione fra l'amministrazione Eisenhower e i sostenitori di Israele era così forte da provocare voci su un'imminente indagine del governo sull'American Zionist Council (Consiglio Sionista d'America). Quindi fu creata una lobby indipendente che, anni dopo, fu ribattezzata AIPAC".
Fortune la definisce una delle più potenti lobby dell’intero panorama politico americano. Per decenni, l’AIPAC ha esercitato pressione sui membri del Congresso, e più in generale sulle alte sfere del potere americano, affinché gli Stati Uniti interrompessero ogni traffico di armi con gli Stati arabi, stemperassero i toni della critica rivolta contro i crescenti insediamenti israeliani e non riconoscessero l'OLP come una legittima organizzazione. Ma, soprattutto, l’AIPAC ha sempre cercato di fare in modo che la linea politica adottata da Washington in Medio Oriente si sposasse con gli interessi del Likud, il partito israeliano conservatore guidato da Benjamin Netanyahu.